# Schöner Brunnen (Hannover)

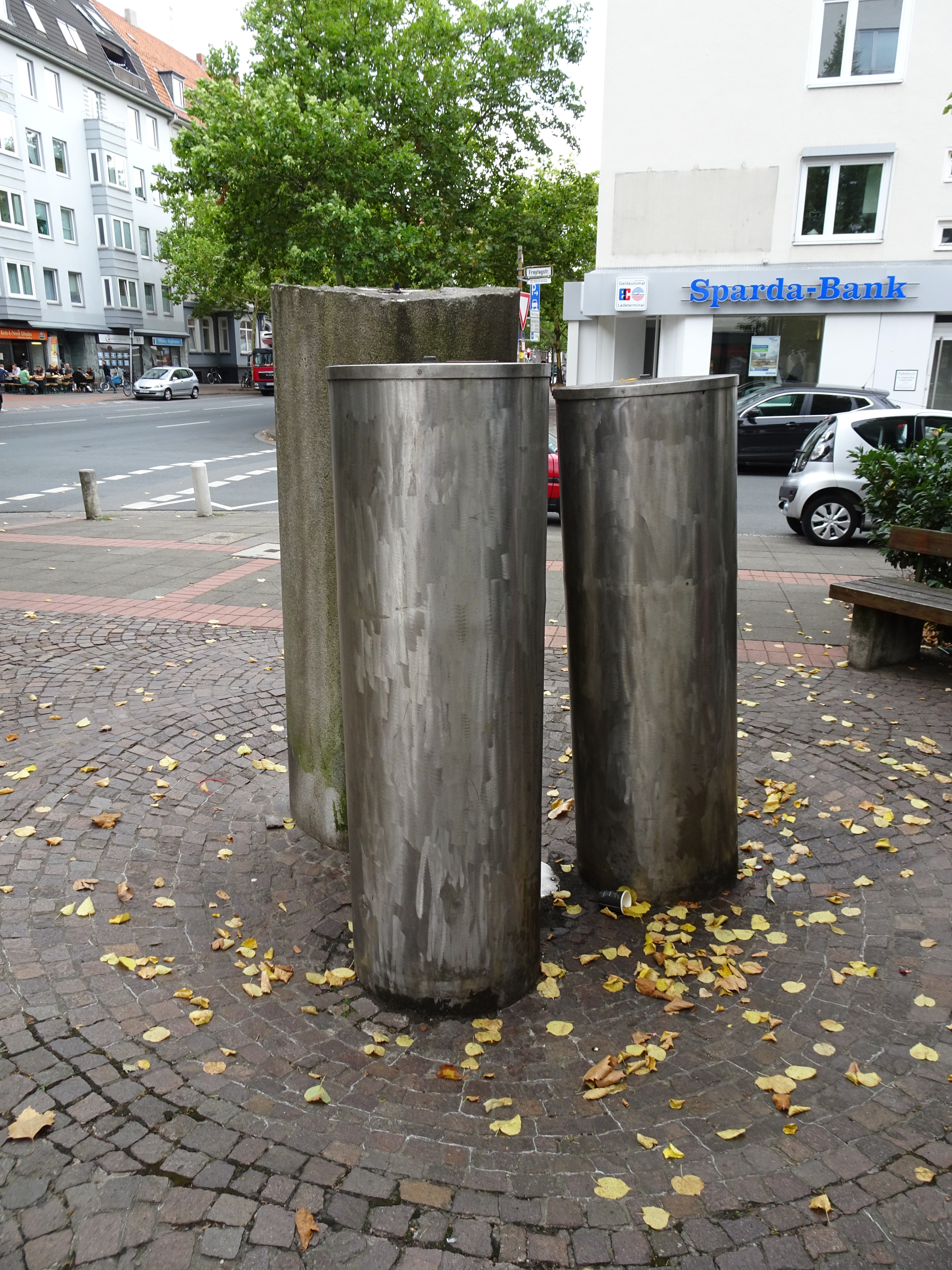
„Schöner Brunnen“ Hildesheimer Straße / Ecke Freytagstraße

Der Schöne Brunnen in Hannover ist ein 1979 von dem Bildhauer Hans-Jürgen Breuste geschaffener Brunnen. Als Kunst im öffentlichen Raum an der Hildesheimer Straße Ecke Freytagstraße im hannoverschen Stadtteil Südstadt installiert, arrangierte der Künstler eine Säule aus Granit sowie zwei Säulen aus Edelstahl, aus denen Wasser hervorfließt.